# Larimichthys
Larimichthys är ett släkte av fiskar. Larimichthys ingår i familjen havsgösfiskar.
Kladogram enligt Catalogue of Life:
| Larimichthys | \| \| Larimichthys crocea \| \| \| \| \| \| Larimichthys pamoides \| \| \| \| \| \| Larimichthys polyactis \| \| \| \| |
|              | \| \| Larimichthys crocea \| \| \| \| \| \| Larimichthys pamoides \| \| \| \| \| \| Larimichthys polyactis \| \| \| \| |
|              | Larimichthys crocea |
|              | |
|              | Larimichthys pamoides                                                                                                  |
|              | |
|              | Larimichthys polyactis                                                                                                 |
|              | |